# 豊田綾乃
豊田 綾乃（とよだ あやの、1976年5月14日 - ）は、TBSテレビの社員。元チーフアナウンサー。

## 来歴
神奈川県横浜市出身で、幼少期は父親の仕事の関係で沖縄、大阪、千葉を転居し、中学校と高等学校在学時はアメリカ合衆国で生活し、イリノイ州シカゴのWilliam Fremd High Schoolを卒業した。帰国後は上智大学文学部教育学科で学び、準ミスソフィアに選出されて学生タレントとして『中央競馬ダイジェスト』（フジテレビ）や『早起き一番!天気&N』（テレビ朝日）に出演した。
1999年にアナウンサー34期生として海保知里と佐藤文康、報道局記者村瀬健介らとともにTBSへ入社。初めて就いた番組は『JNNニュースの森』のスポーツコーナー担当で、2004年9月24日まで出演。
2007年5月20日に7歳年上のTBS制作局プロデューサーと結婚し、12月5日に第1子となる2500グラムの男児を出産したことを12月10日にTBSが発表。2009年4月に現職へ復帰する。2023年7月1日付のTBSテレビ人事異動にてコンテンツ戦略本部アナウンスセンターアナウンス一部次長に昇進。2024年7月1日付の人事異動にて人事労政局に異動となり、マネージャー職に就く。これによりアナウンサー職から離れることになった。

## 現在の出演番組

### テレビ
- ひるおび（ナレーター／金曜、2023年10月 - ）
- 噂の!東京マガジン（ナレーション）
- X年後の関係者たち　あのムーブメントの舞台裏（ナレーション、2021年10月 - ）
- 昭和歌謡ベストテンDX（ナレーター、2023年10月 - ）

## 過去の出演番組

### テレビ
- JNNニュースの森（スポーツコーナー）[5][6]
- ウラまるカフェ 帰ってきた!ウラまるカフェ（アシスタント）
- （特）情報とってもインサイト（リポーター）
- きょう発プラス!（火曜コーナー）
- オオカミ少年（アシスタント）
- 王様のブランチ（アシスタント、2000年4月 - 2001年3月）[5][6]
- うたばん TBS美人女子アナ軍団がSMAPにお悩み相談 （2006年4月27日、2006年5月25日）
- ズバリ言うわよ! 炎の4時間メッタ斬りSP ズバリ全国女子アナ幸せ白書 （2006年10月3日）
- JNNニュース（土曜・日曜深夜）
- JNNフラッシュニュース（水曜、金曜）
- JNNイブニング（TBSニュースバード、金曜）
- イブニング・ファイブ（お天気＆エンタメコーナー、月曜）
- クチコミ（ナレーション、火曜）
- エンタの味方!（初代MC、木曜深夜。BS-i（現在のBS-TBS）では日曜深夜）
- ニュースバード1600（TBSニュースバード、水曜 → 金曜 → 中断時期をはさみ水曜担当。2010年3月31日 - 2011年3月25日／2012年4月3日 - 2013年3月27日）
- はなまるマーケット（2013年4月3日 - 2014年3月28日）※水曜進行アナウンサー。過去にははなまるエプロン隊など[5][6]
- サワコの朝（ナレーション、2011年12月頃 - 遅くとも2017年12月）
- TBSレビュー（2018年4月 - 2023年2月12日）
- ひるおび（ナレーター／木曜、2021年10月7日 - 2023年6月30日）
- TBS NEWS
- 麺鉄（BS-TBS）（ナレーション）

### ラジオ
- ミュージックキャラバン
- キャンパスネットJAPAN
- 城島茂のどっち派?!（2005年4月8日 - 2007年7月6日）
- 豊田綾乃 プレシャスサンデー（2004年4月 - 2007年9月）※2019年4月現在は『山形純菜 プレシャスサンデー』
  - Dr.佐藤の人生健康学プラスワン
  - 牧太郎の「ザ・コラム」
- 週刊デジタリアン（2009年4月4日 - 2011年4月3日）
- 宮本隆治 旅ノチカラ（2011年4月10日 - 2012年4月1日）
- 荒川強啓 デイ・キャッチ!（2012年11月5日 - 12月31日）
- 千葉ドリーム!もぎたてラジオ（2012年4月8日 - 2013年8月4日）※山田愛里の後任。2013年6月ごろから番組を休んでいた。
- ドクター石原のえがお元気便（2014年9月1日 - 2015年6月27日）※放送時間は毎週月曜17:50 - 18:00（2014年9月のみ）→土曜17:15 - 17:25
- 保科有里・豊田綾乃の人に恋して（2015年4月5日 - 12月27日）※放送時間は毎週日曜17:30 - 18:00
- 大沢悠里のゆうゆうワイド火曜12時台
  - 大沢悠里のにっぽん元気カンパニー（2007年4月 - 9月）
  - いまどき研究所（不定期で出演、2009年4月頃  - 2016年4月）
- JA中野市presents はじめよう! きのこ習慣!（2017年1月7日 - 6月28日）[7]
- アステラス製薬 presents 前立腺がんとむきあう、がんの学校（2016年11月6日 - 2017年10月1日）
- はしのえみ トライ!ファミリー!（2018年6月3日 - 2019年3月31日）日曜朝9:45 - 9:55、アシスタント。
- ジェーン・スー相談は踊る（代行MC、2014年9月20日・2015年9月5日）
- 時代おくれの新しさ よみがえる 阿久悠の世界（2017年8月14日、大沢悠里と共に[8]）

- ニュースデスク

### 学生時代に出演した番組
- 中央競馬ダイジェスト（フジテレビ・土曜）
- 早起き一番!天気&N（テレビ朝日・コーナーリポーター）
- YOKOHAMA YOUNG GRAPHIC（横浜エフエム放送）